# Bohdan Bondarenko
Bohdan Bondarenko (Kharkov, 30 de agosto de 1989) é um atleta ucraniano, especializado no salto em altura, campeão mundial e medalhista olímpico de bronze na Rio 2016.